# Dörrwalde

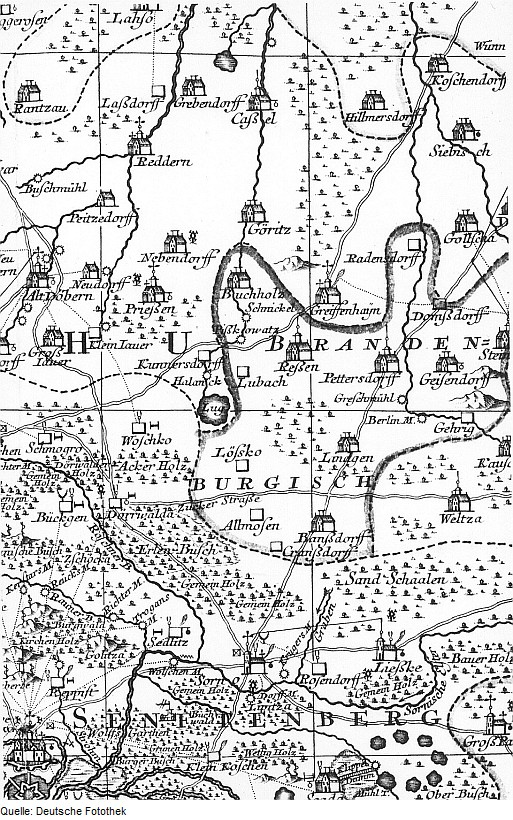
Lage Dörrwaldes in einer Karte aus dem Jahr 1757

Dörrwalde (niedersorbisch Suchy Gózd) ist ein Ortsteil der südbrandenburgischen Stadt Großräschen im Landkreis Oberspreewald-Lausitz.

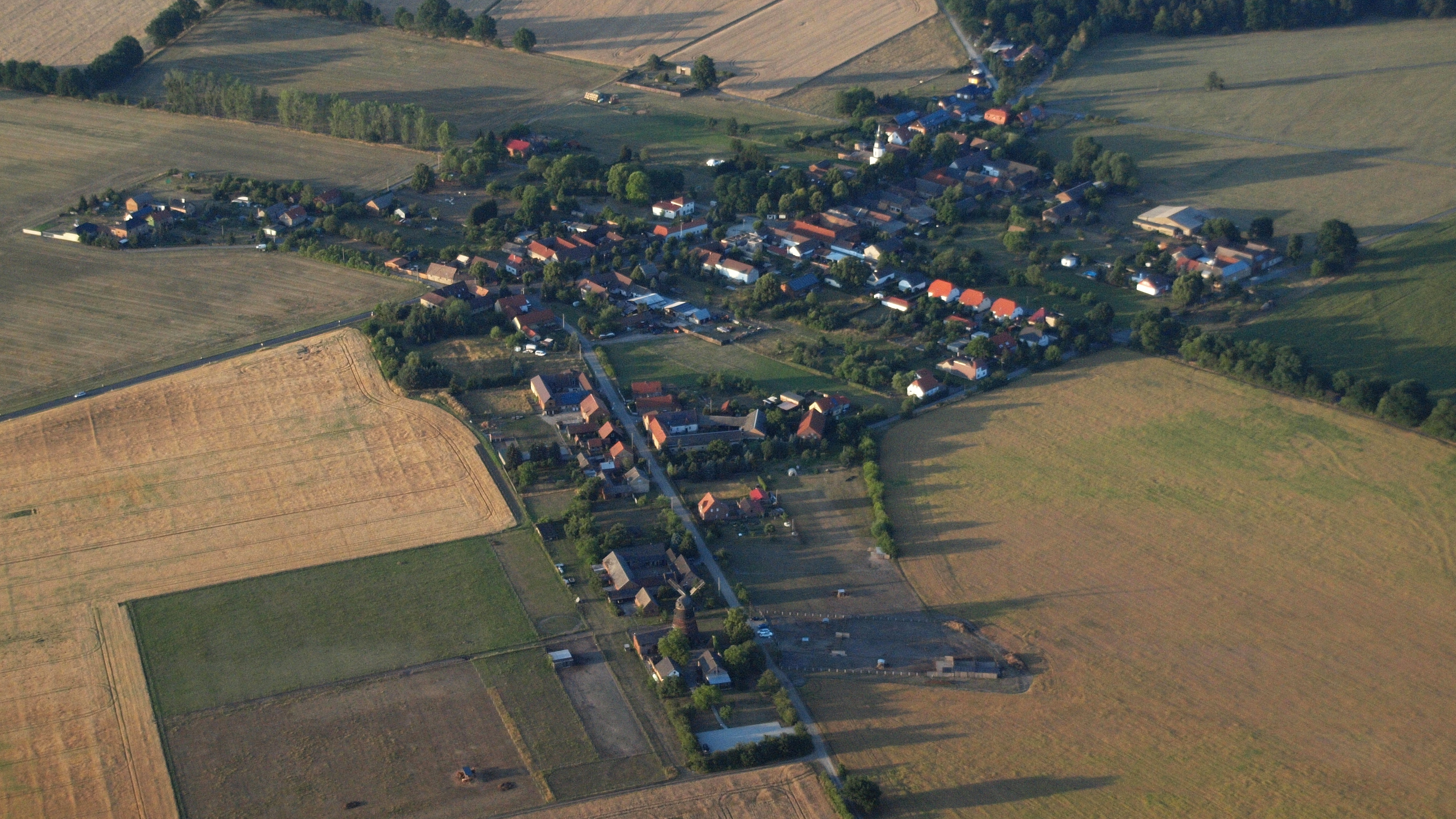
Dörrwalde, Luftaufnahme (2015)

## Geografie
Dörrwalde liegt in der Niederlausitz. Der Ortsteil Dörrwalde liegt östlich der Stadt Großräschen. Nordwestlich befindet sich der Ortsteil Woschkow. Südwestlich liegt der neu entstehende Großräschener See und südlich der Senftenberger Ortsteil Sedlitz. Östlich grenzt Dörrwalde an den Großräschener Ortsteil Allmosen, weiter östlich folgt Bahnsdorf ein Ortsteil der Gemeinde Neu-Seeland. Zur gleichen Gemeinde gehören die nordöstlich und nördlich liegenden Orte Leeskow und Kunersdorf.

## Geschichte

### Ortsgeschichte
Im Jahr 1410 wurde Dörrwalde erstmals urkundlich als Dorrewalde erwähnt. Es lag an der Zuckerstraße, die nach Welzow führte. Im Jahr 1542 wurde die Dörrwalder Windmühle erstmals im Landsteuerregister erwähnt.
Ab 1599 gehörte Dörrwalde zum kursächsischen Amt Senftenberg. Im Jahr 1767 wurde die Dorfkirche erbaut. Im Ergebnis des Wiener Kongress kam das Amt 1815 und damit auch der Ort an das Königreich Preußen. Der Ort gehörte dort zum Kreis Calau. Im Jahr 1856 brannte Dörrwalde ab. Danach wurde es in Steinbauweise als Angerdorf wieder aufgebaut.
Der Dörrwalder Schulbau wurde im Jahr 1858 fertiggestellt. Im Jahr 1902 ordnete man den Ort dem Bergrevier Ost-Cottbus zu. Am 1. Juli 1950 kam Dörrwalde zum Landkreis Senftenberg. Ab 1952 gehörte Dörrwalde, das 1974 nach Großräschen eingemeindet wurde, zum Kreis Senftenberg.

### Einwohnerentwicklung
| Einwohnerentwicklung in Dörrwalde von 1875 bis 1971 | Einwohnerentwicklung in Dörrwalde von 1875 bis 1971 | Einwohnerentwicklung in Dörrwalde von 1875 bis 1971 | Einwohnerentwicklung in Dörrwalde von 1875 bis 1971 | Einwohnerentwicklung in Dörrwalde von 1875 bis 1971 | Einwohnerentwicklung in Dörrwalde von 1875 bis 1971 | Einwohnerentwicklung in Dörrwalde von 1875 bis 1971 | Einwohnerentwicklung in Dörrwalde von 1875 bis 1971 | Einwohnerentwicklung in Dörrwalde von 1875 bis 1971 | Einwohnerentwicklung in Dörrwalde von 1875 bis 1971 |
| Jahr                                                | Einwohner                                           | Jahr                                                | Einwohner                                           | Jahr                                                | Einwohner                                           | Jahr                                                | Einwohner                                           | Jahr                                                | Einwohner                                           |
| --------------------------------------------------- | --------------------------------------------------- | --------------------------------------------------- | --------------------------------------------------- | --------------------------------------------------- | --------------------------------------------------- | --------------------------------------------------- | --------------------------------------------------- | --------------------------------------------------- | --------------------------------------------------- |
| 1875                                                | 270                                                 | 1890                                                | 345                                                 | 1910                                                | 363                                                 | 1925                                                | 311                                                 | 1933                                                | 311                                                 |
| 1939                                                | 278                                                 | 1946                                                | 380                                                 | 1950                                                | 357                                                 | 1964                                                | 247                                                 | 1971                                                | 209                                                 |

## Kultur und Sehenswürdigkeiten

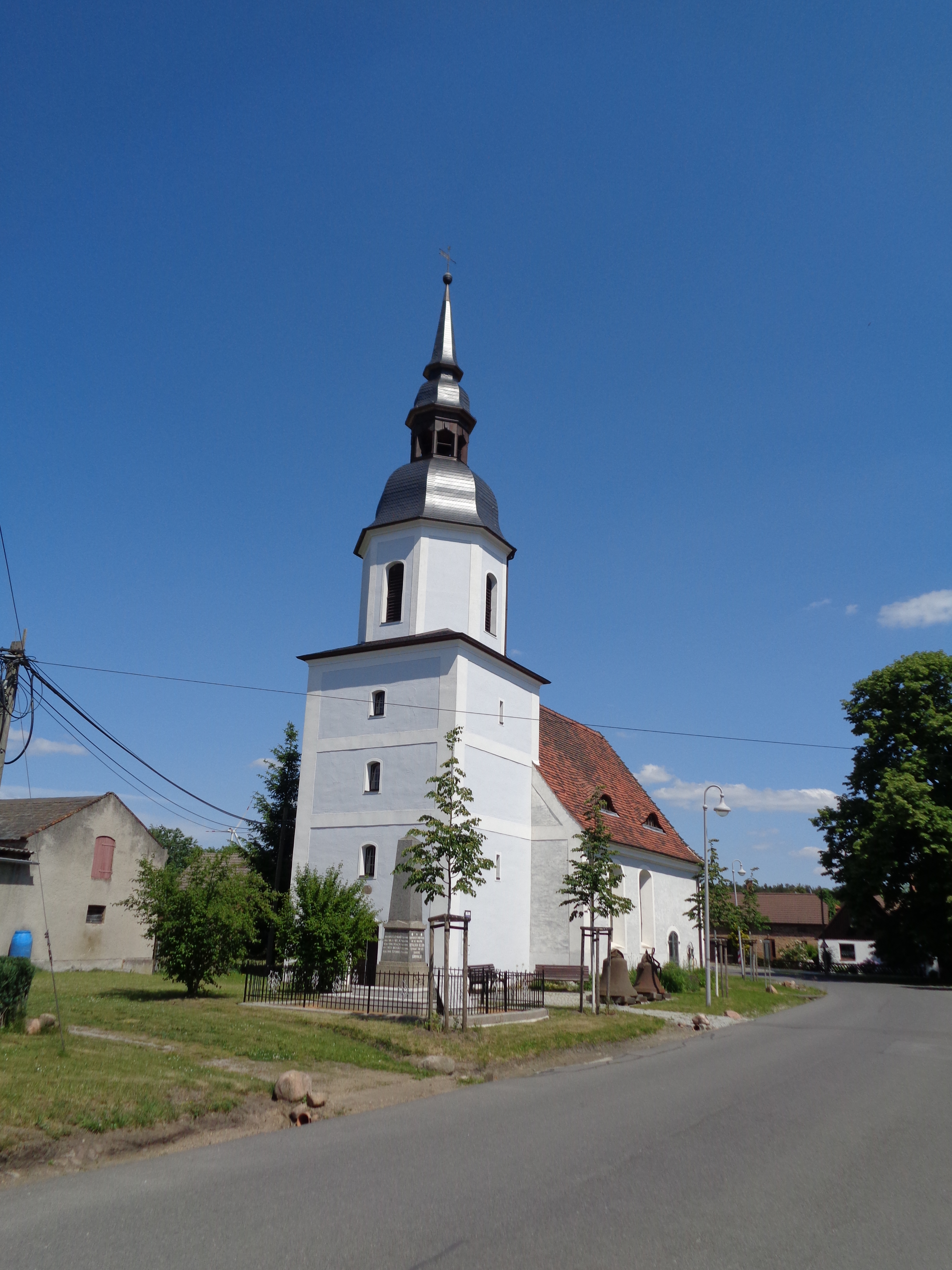
Kirche Dörrwalde

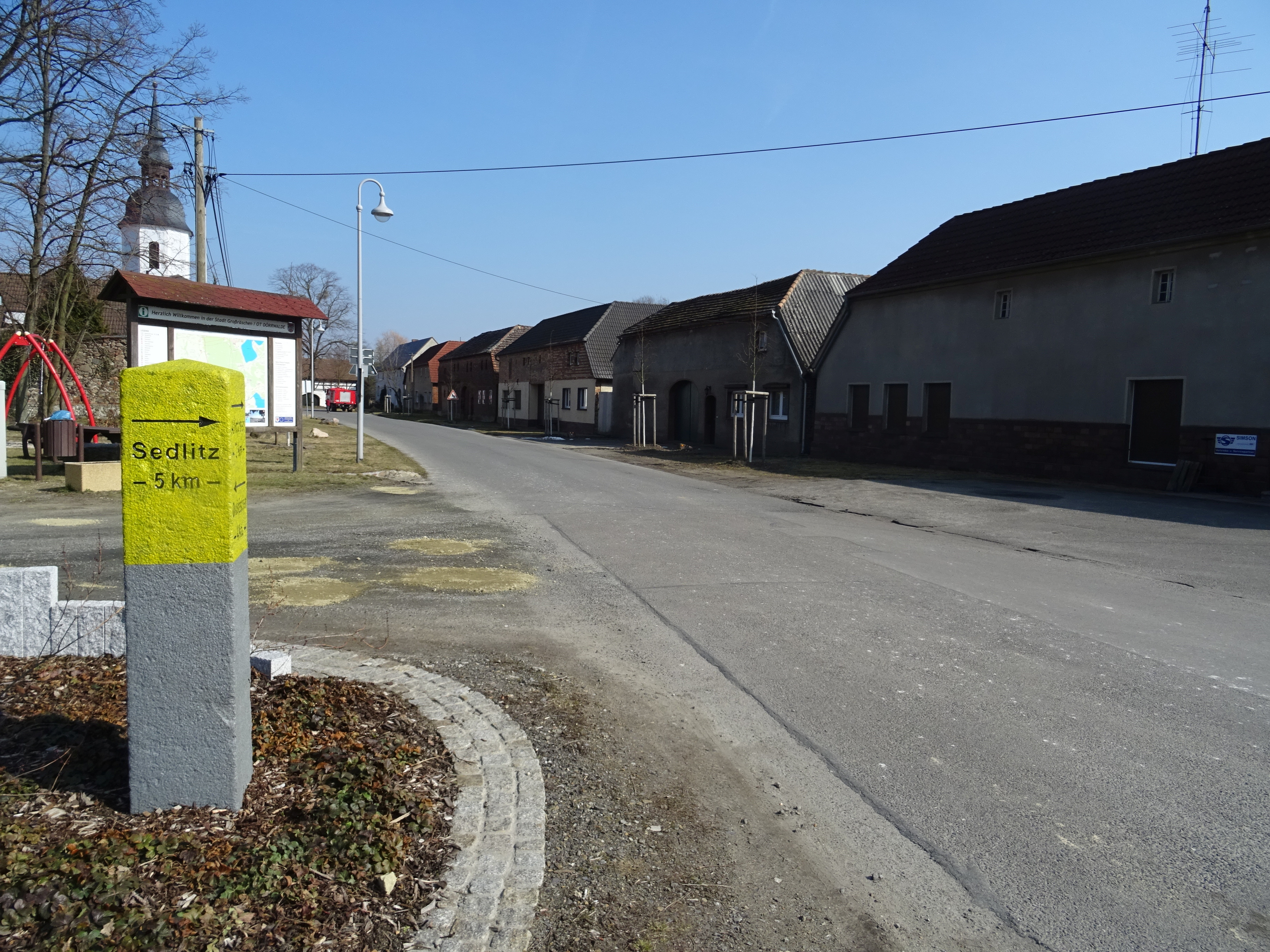
Lindenstraße mit Kirche, Wegweiser und den charakteristischen Vierseithöfen

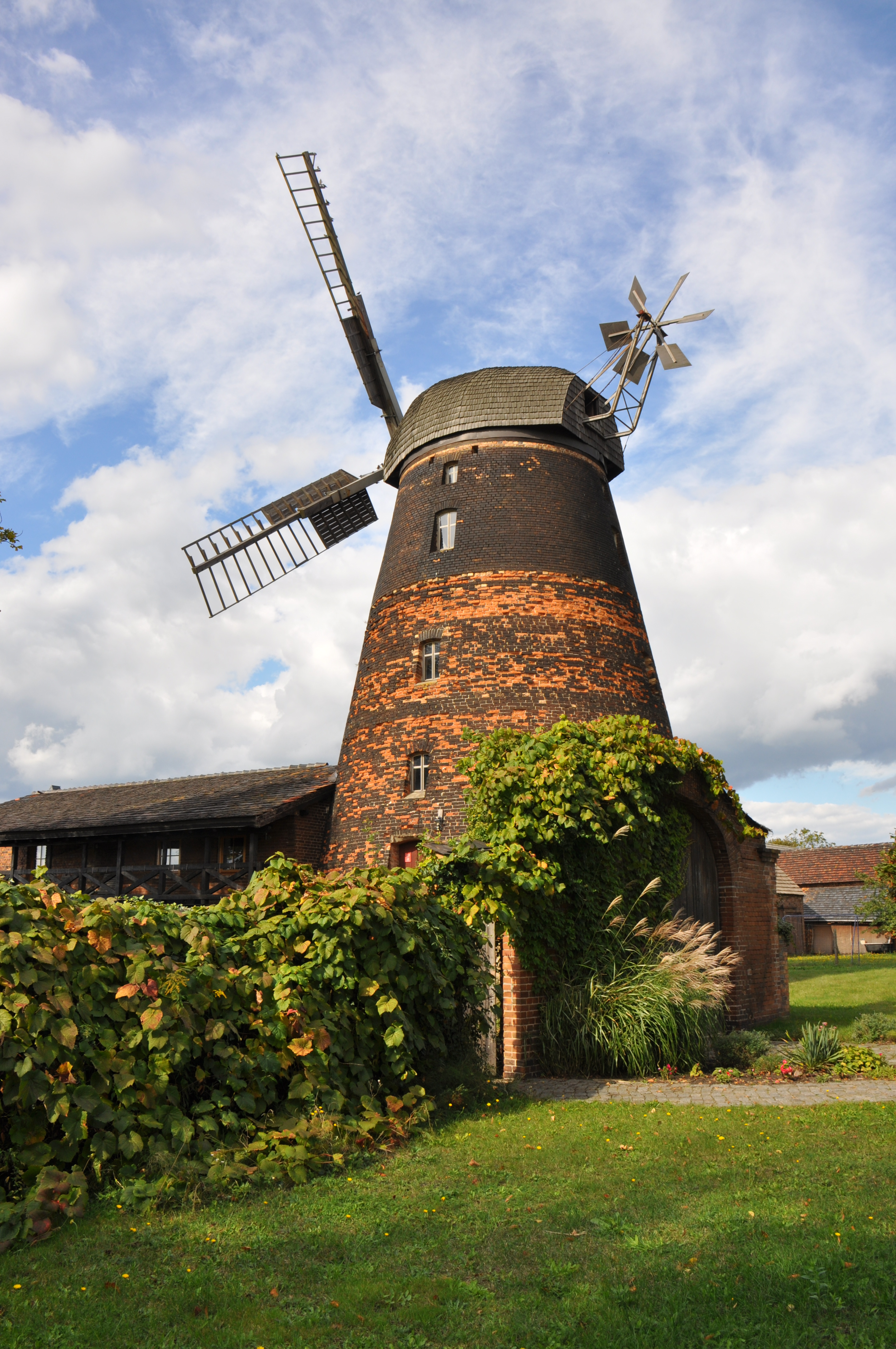
Windmühle in Dörrwalde

Von 1766 bis 1767 wurde die Dörrwalder Kirche als rechteckiger barocker Putzbau errichtet. Sie verfügt über einen dreiseitigen Ostschluss. Der im Dezember 1974 eingestürzte 32 Meter hohe Westturm wurde abgetragen. Der quadratische Unterbau des Turms ist noch erhalten. Von 2010 bis 2011 wurde ein neuer Turm gebaut, Richtfest war am 21. September 2011. Die Kirchturmglocken lagern am Straßenrand. Im November 2008 wurde die Teschner-Orgel wieder eingeweiht. Am Altar befindet sich freigelegte Bauernmalerei.
Charakteristisch für das Ortsbild sind eine Reihe von Vierseithöfen mit an der Straßenfront zusammengefügten Wohn- und Stallgebäuden.
Des Weiteren befindet sich in Dörrwalde eine Turmwindmühle. Sie und die Kirche gehören zu den Baudenkmalen der Stadt Großräschen sowie zweiBauerngehöfte mit Wirtschaftsgebäuden.

## Wirtschaft und Infrastruktur
Südlich von Dörrwalde verläuft die Bundesstraße 96, die südöstlich vom Ort in die B 169 mündet. Dörrwalde liegt an der Bahnstrecke Lübbenau–Kamenz.